# Pietrele din Ica

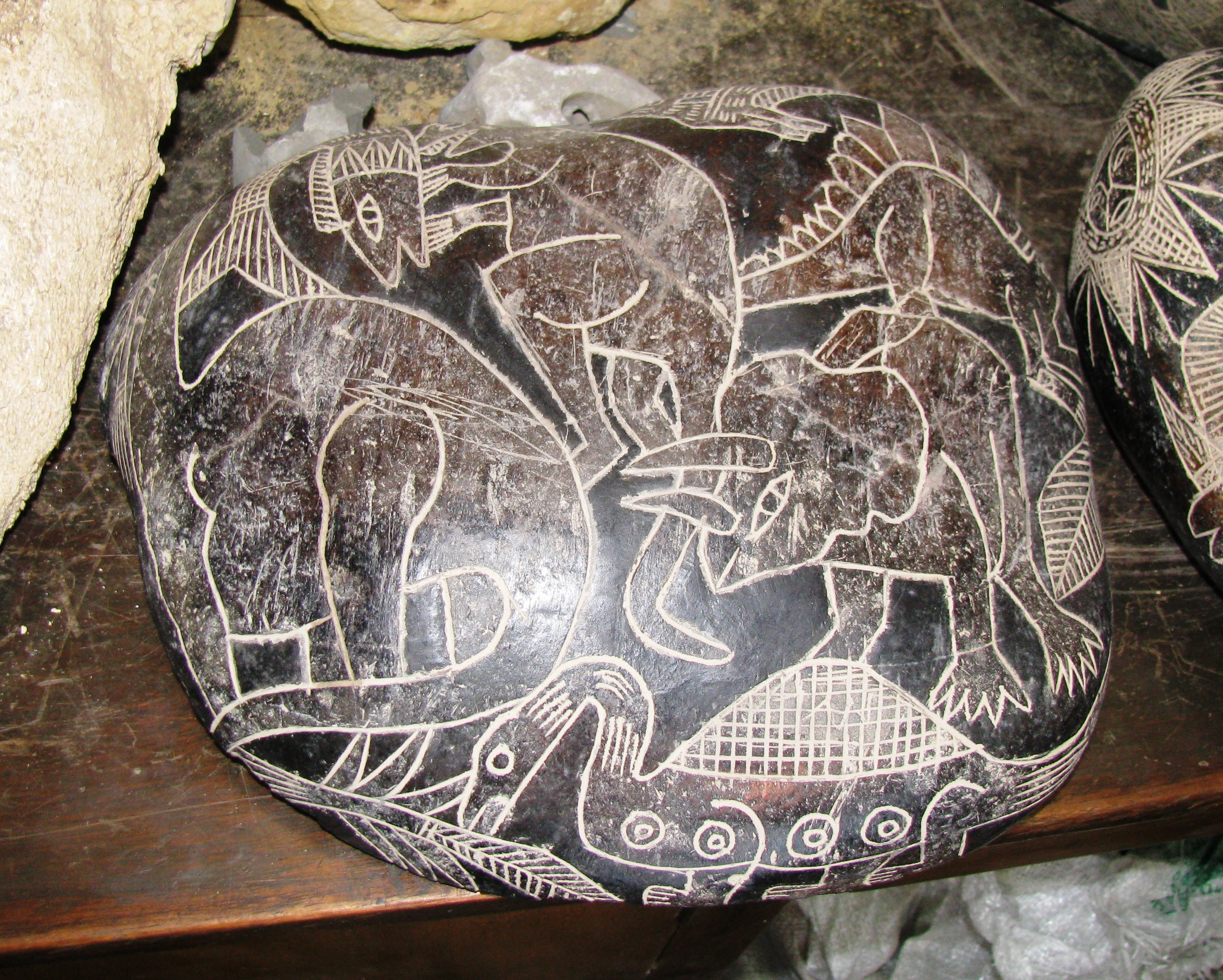
Una dintre pietrele din Ica, cu gravuri reprezentând diferiți dinozauri

Pietrele din Ica sunt o colecție de pietre de andezit descoperite în provincia Ica din Peru, cunoscute pentru imaginile și motivele lor gravate. În mare parte considerate a fi farse moderne, pietrele utilizează, în unele cazuri, stiluri artistice specifice diferitelor civilizații peruviene precolumbiene și redau, adesea, scene sau obiecte anacronice, printre care și dinozauri sau resurse tehnologice avansate.
Primele obiecte de artă gravate în piatră din Peru au fost menționate la mijlocul secolului al XVI-lea, în timpul cuceririi spaniole. Nu au fost înregistrate prea multe descoperiri arheologice ulterioare, deși huaqueros (jefuitorii de morminte) au început, la un moment dat, înainte de anii 1960, să vândă pietre similare pietrelor din Ica. Descoperiri moderne ale unor astfel de artefacte au fost popularizate pentru prima dată în anii 1960 și 1970. Cea mai cunoscută colecție, constând în aproximativ 20.000 de piese, a aparținut medicului Javier Cabrera Darquea. Cabrera a cumpărat majoritatea pietrelor de la fermierul Basilo Uschuya, susținând că acestea reprezintă dovezi ale unei civilizații interstelare străvechi care a existat cândva în Peru timp de sute de milioane de ani. Ulterior, Uschuya a recunoscut că a falsificat pietrele pe care i le-a vândut lui Cabrera; alți fermieri au recunoscut, de asemenea, că au creat astfel de pietre.
Deoarece pietrele nu au putut fi niciodată examinate într-un context arheologic, iar specialiștii nu se așteaptă la apariția altor dovezi despre existența unei civilizații la fel de avansate precum cea reprezentată pe ele, este puțin probabil ca o astfel de societate să fi existat. Dinozaurii reprezentați pe pietre reflectă idei despre viața dinozaurilor specifice anilor 1960 și reprezintă specii a căror prezență în zona Americii de Sud nu a fost dovedită, făcând puțin probabil ca acestea să fie reprezentări realizate de oameni care au văzut dinozauri reali. În ciuda faptului că, în general, sunt considerate farse, pietrele Ica constituie „dovezi” importante pentru anumite comunități pseudoștiințifice, cum ar fi YEC (Young Earth Creationists) sau adepții teoriei astronauților antici.
Este posibil ca unele dintre pietrele descoperite în regiunea Ica să fie artefacte precolumbiene autentice.; este vorba de pietre care nu au făcut parte din colecția lui Cabrera și care prezintă motive specifice artei convenționale precolumbiene.

## Descriere

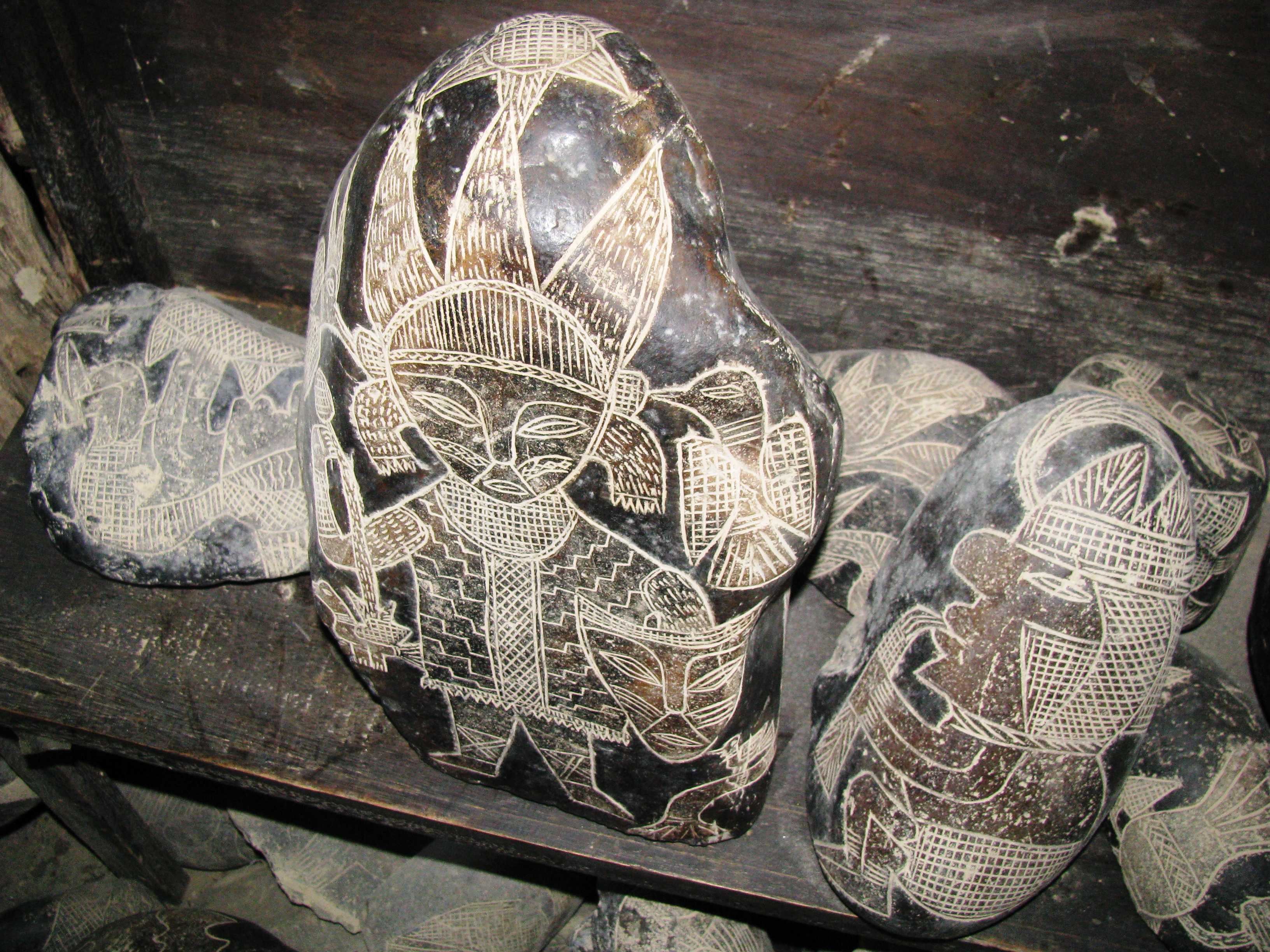
Două pietre înfățișând figuri umane

Toate artefactele provin din provincia Ica, Peru. Acestea sunt pietre din andezit gri, un tip de rocă vulcanică. Dimensiunea lor variază considerabil, pornind de la câțiva centimetri în diametru și depășind jumătate de metru. Majoritatea pietrelor, însă,sunt relativ mici.
Toate pietrele prezintă o patină întunecată pe care sunt gravate diferitele imagini sau modele, zgâriate pe suprafața oxidată. Patina, se pare, este relativ subțire. Dată fiind expunerea continuă la diferite condiții climatice, stratul exterior și-ar fi schimbat structura chimică. Mai departe, intemperiile ar fi transformat o parte din feldspat în argilă, rezultând un material mai moale, cotat 3 până la 4 pe scara Mohs de duritate minerală, suficient de moale pentru a putea fi zgâriat. 

## Istorie

### Context istoric
Descoperirile arheologice dovedesc existența mai multor societăți peruviene pe parcursul a mii de ani. În unele etape ulterioare, întregul Peru modern a fost unit într-o singură unitate politică și culturală, culminând cu Imperiul Inca, urmat de cucerirea spaniolă. În alte etape, zone precum Valea Icăi, o regiune locuibilă separată de altele prin deșert, și-au dezvoltat culturi distinctive.
Prezența în regiune a gravurilor în piatră era cunoscută cu mult înainte de apariția seriei de pietre din Ica. Cele mai vechi atestări documentare cu privire la existența unor artefacte similare aparțin misionarului iezuit Padre Simón, care a călătorit în Peru în timpul cuceririi spaniole a Imperiului Inca, la începutul și mijlocul secolului al XVI-lea. Mai multe astfel de pietre au fost trimise înapoi în Spania în 1562.
Documentele întocmite cu ocazia săpăturilor arheologice timpurii din provincia Ica, de la sfârșitul secolului al XIX-lea și începutul secolului al XX-lea întreprinse de oameni de știință precum Max Uhle, Julio C. Tello, Alfred Kroeber, William Duncan Strong și John Howland Rowe nu menționează descoperirea de roci de andezit gravate. Cu toate acestea, pietre gravate, care au fost furate de huaqueros ( jefuitorii de morminte ) au început să fie oferite spre vânzare turiștilor și colecționarilor amatori.
O cantitate extraordinară de pietre provenind din zona Ica este cunoscută astăzi, numărul total fiind estimat la aproximativ 50.000  –100.000.

### Colecția lui Cabrera

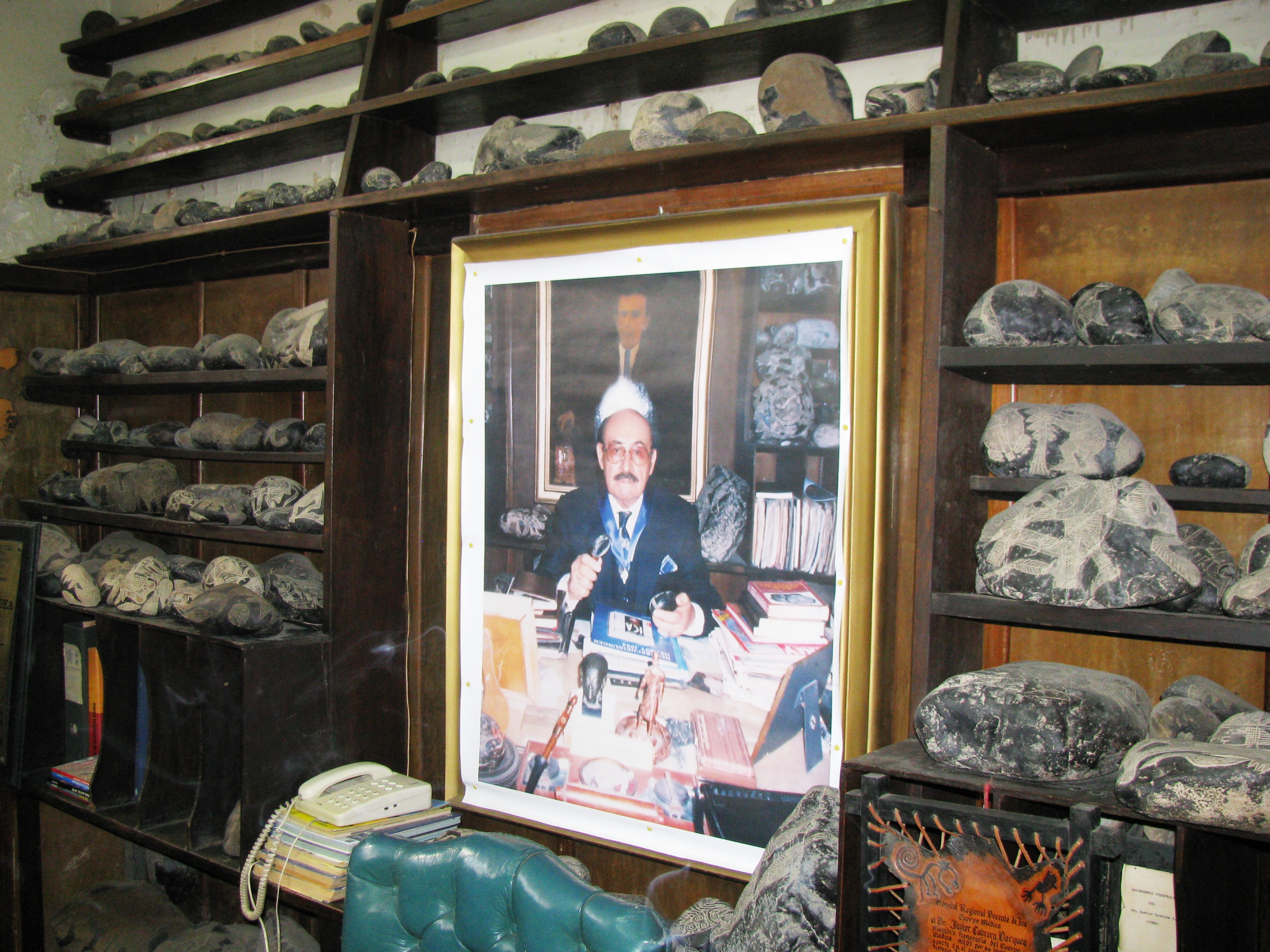
Portret al lui Javier Cabrera Darquea înconjurat de pietre gravate

Cea mai cunoscută colecție de pietre gravate provenite din Ica este cea a medicului Javier Cabrera Darquea (1924–2001). După cum el însuși a mărturisit, interesul lui Cabrera pentru astfel de pietre a fost stârnit de prietenul său Felix Llosa Romero, care i-a dăruit o astfel de relicvă cu ocazia zilei sale de naștere, pe 13 mai 1996. Extrem de interesat de preistoria peruană, Cabrera a identificat motivul pietrei ca un tip de pește preistoric. Cabrera nu a explicat niciodată ce specie anume credea el că era gravată în piatră sau ce l-a condus la concluzia că aceasta era preistorică.
Dornic de a-și extinde colecția, Cabrera i-a contactat pe frații Carlos și Pablo Soldi, colecționari de artefacte pre-incașe peruane. Cei doi ar fi avut o colecție mare de pietre gravate similare, găsite în regiunea Ocucaje, din care ar fi acceptat să îi vândă 341 de piese lui Cabrera. Frații Soldi au afirmat că au început să colecționeze pietrele gravate în 1961, când mai multe astfel de obiecte ar fi fost descoperite după ce râul Ica și-a ieșit din matcă.
Cabrera a mai cumpărat, de asemenea, câteva mii de pietre de la fermierul Basilo Uschuya. Pe lângă pietrele achiziționate, Cabrera a păstrat și o colecție de pietre similare, despre care care se presupune că ar fi fost găsite de tatăl său, Bolivia Cabrera, pe plantația familiei, în anii 1930. Până la sfârșitul anilor 1970, colecția lui Cabrera conținea peste 11.000 de pietre gravate. Continuându-și munca în domeniul medical (inclusiv un mandat de șef al Departamentului de Medicină al Universității din Lima ), Cabrera și-a păstrat inițial colecția și interesul secret. Până în 1970, pietrele și ideile lui Cabrera cu privire la acestea începuseră să devină binecunoscute.
În 1996, Cabrera a încetat să mai practice medicina și a pus bazele unui muzeu, Museo de Piedras Grabadas, pentru a-și prezenta colecția. Exponatele sunt grupate după subiectul gravurilor, iar pietrele sunt aliniate de-a lungul pereților. La momentul morții lui Cabrera, colecția conținea aproximativ 20.000 de pietre, dintre care multe rămân expuse la muzeul său. Camera Națională de Turism din Peru listează muzeul ca destinație turistică, fără a comenta asupra autenticității lor.
Cabrera s-a referit la pietre drept „gliptoliți”, formulând o ipoteză cu privire la originea lor în cartea sa The Message of the Engraved Stones of Ica. Potrivit lui Cabrera, autorii gravurilor ar fi aparținut unei specii antice din genul Homo pe care a numit-o „Omul gliptolitic”, care ar fi avut un creier mai mare decât oamenii moderni și abilitatea de a-și folosi energia psihică pentru a influența evenimentele din spațiul cosmic. „Omul gliptolitic” ar fi apărut pe Pământ cu cel puțin 405 milioane de ani în urmă și ar fi părăsit planeta înainte de evenimentul de extincție din Cretacic-Paleogen, acum 66 de milioane de ani, pentru a călători spre o planetă din Pleiade. Evenimentul de extincție, consideră Cabrera, ar fi fost cauzat de ciocnirea a două dintre cele trei luni ale Pământului cu planeta, ceea ce ar fi condus, de asemenea, la scufundarea Atlantidei. „Omul gliptolitic” al lui Cabrera af fi plecat la bordul unei nave spațiale electromagnetice din zona Liniilor Nazca, pe care acesta o consideră un „port spațial antic”. Înainte de a pleca, presupune autorul teoriei, „oamenii gliptolitici„ ar fi format o civilizație globală, responsabilă, printre altele, de construirea piramidelor Egiptene. Din cauza lipsei de dovezi, interpretarea lui Cabrera a câștigat puțini adepți, chiar și în rândul pseudoistoricilor.

### Colecția lui Calvo

Piatră cu un model abstract sau floral, care ar fi fost descoperită în 1966 de Santiago Agurto Calvo într-un mormânt aparținând culturii Paracas

Pietre din Ica au fost colectate și de arhitectul Santiago Agurto Calvo, rector al Universității Naționale de Inginerie din Lima. Pe lângă faptul că a cumpărat multe astfel de pietre de la localnici, Calvo a organizat săpături în cimitire antice și, în august 1966 a raportat descoperirea unei pietre gravate în sectorul Toma Luz, districtul Callango, în Valea Ica. Condițiile în care s-a făcut descoperirea par să indice apartenența acesteia la cultura Tiwanaku. Calvo a fost de părere că pietrele gravate ar fi fost folosite ca parte a unui ritual funerar antic.
Calvo și-a prezentat descoperirea Muzeului Regional din Ica și a fost însoțit în expediții ulterioare de curatorul acestuia, arheologul Alejandro Pezzia Assereto. În septembrie 1966, în cimitirul Uhle Hill, sectorul De la Banda, districtul Ocucaje, a fost găsită o piatră gravată într-un mormânt al culturii Paracas. Pe piatra mică, de câțiva centimetri, era gravat un desen care putea fi interpretat fie ca un model abstract, fie ca o floare cu opt petale. Calvo a publicat descoperirea într-un ziar din Lima. Pezzia și-a continuat cercetările, descoperind încă o piatră gravată în cimitirul San Evaristo din Toma Luz, de dimensiuni similare celei precedente, înfățișând un pește. Mormântul ar fi datat din perioada cunoscută ca Orizontul Mijlociu (c. 600–1000 d.Hr.). În același cimitir, într-un mormânt aflat în apropierea primului, a fost descoperită încă o astfel de piatră reprezentând, de data aceasta, o lamă. Pezzia și-a publicat descoperirile în 1968, incluzând desene și descrieri.
În 1968, Calvo a donat unele dintre pietrele din colecția sa Muzeului Regional din Ica. El a mai încercat, însă fără succes, să convingă autoritățile responsabile să transforme regiunea în care vestigiile au fost descoperite într-o zonă protejată, astfel încât obiectele antice să nu poată fi îndepărtate ilegal. Pietrele au fost expuse la muzeu, etichetate drept „artă funerară pre-incaișă”, până în 1970, când au fost îndepărtate din expoziție  Colecția lui Cabrera și ideile referitoare la pietre similare au început să fie mediatizate, lucru care a pus la îndoială autenticitatea exponatelor, muzeul considerând că acestea ar fi putut fi farse.

## Subiecte reprezentate
Pietrele din Ica sunt gravate cu diverse imagini, unele incizate direct, altele - realizate prin eliminarea fundalului, lăsând imaginea în relief. Imaginile variază de la figuri simple pe o parte a pietrei până la modele de mare complexitate. Unele dintre acestea amintesc de culturile istorice Paracas, Nazca, Tiwanaku sau Inca. 

### Dinozauri

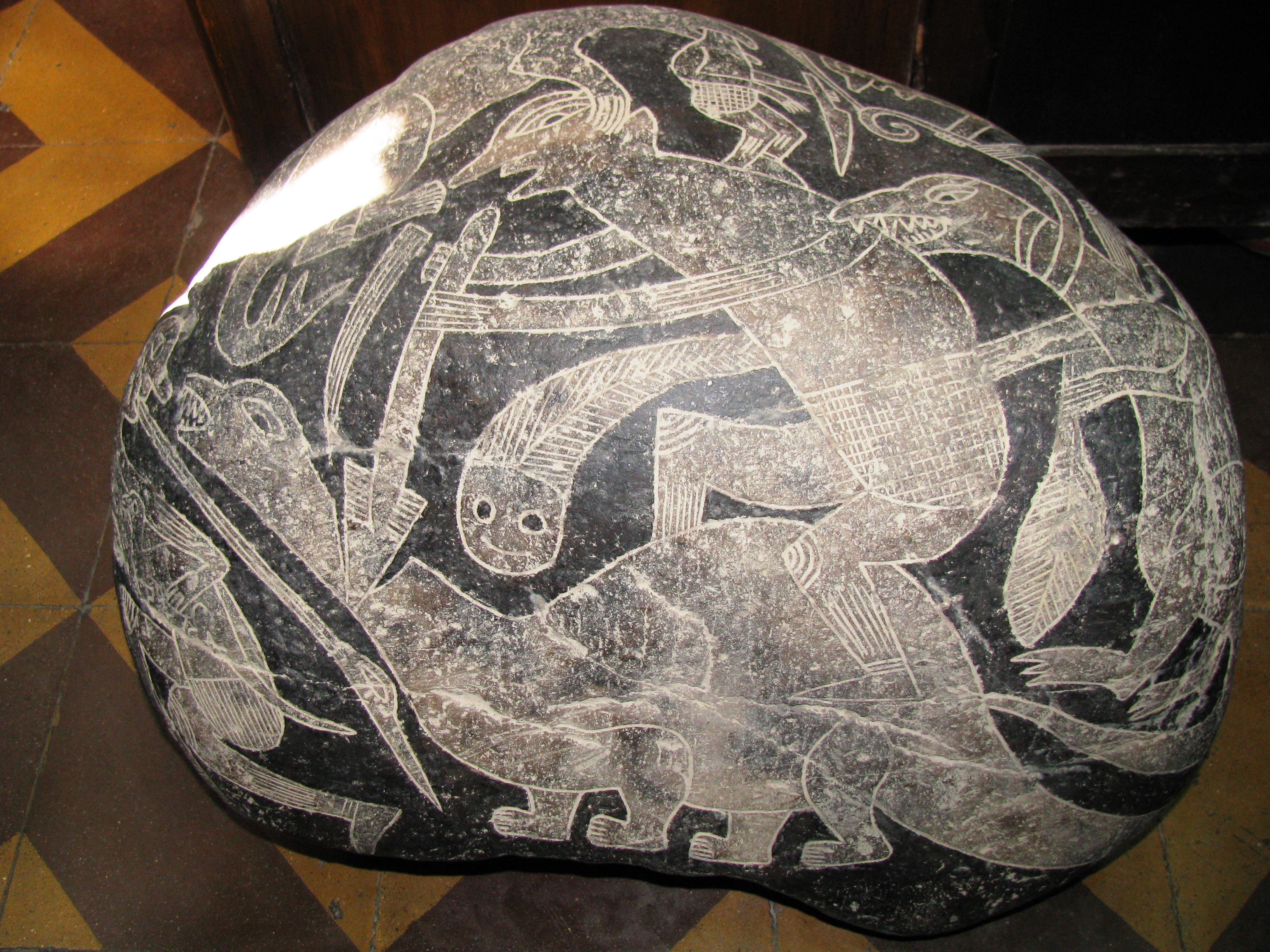
Piatră reprezentând un om care ucide un sauropod, în timp ce este atacat de un teropod.

Mai multe pietre par să reprezinte o serie de animale dispărute, în special diferite tipuri de dinozauri. Printre aceștia se numărăteropode, sauropode, precum și ceratopsieni, stegosauri și pterozauri  Gravurile înfățișează doar animale dispărute care erau deja cunoscute științei în momentul „descoperirii” lor. Imaginile nu corespund, însă, descoperirilor de fosile din regiunea Ica; nu se cunosc rămășițe de dinozaur care să fi fost descoperite în zonă și mai multe grupuri prezentate (cum ar fi ceratopsienii) nu sunt specifice Americii de Sud.
Unele gravuri ilustrează figuri umane vânând sau domesticind dinozauri., în timp ce altele par să înfățișeze lupte între oameni și dinozauri. Printre scenele de vânătoare se disting câteva în care oamenii secționează nervii de la nivelul coloanei vertebrale a dinozaurilor, ceea ce pare a dovedi cunoștințe avansate despre anatomia lor.
Mulți dintre dinozaurii reprezentați pe pietrele din Ica ilustrează opinii depășite privind aspectul exterior și viața dinozaurilor, favorizând ideea că pietrele sunt farse. Una dintre ele, de exemplu, înfățișează un dinozaur teropod asemănător Tiranozaurului, cu o postură aproape verticală, trăgându-și coada în spate pe pământ; această imagine ilustrează perfect teoriile specifice anilor 1960 privind înfățișarea unui Tyrannosaurus; studiile ulterioare au condus la abandonarea acestor idei  În plus, unele teropode sunt prezentate ca având câte cinci degete, atât la membrele anterioare, cât și la membrele posterioare, în contradicție cu dovezile fosile. Ciclul de viață al dinozaurilor de pe „Pietrele Ica” include stadiul de larvă, care eclozează dintr-un ou înainte de a suferi o formă de metamorfoză pentru a atinge forma adultă; reprezentare extrem de inconsecventă cu adevăratele cicluri de viață ale dinozaurilor. Una dintre pietre prezintă un om călare pe un pterozaur asemănător unui Pteranodon, o scenă imposibilă având în vedere fizionomia reală a animalului, care nu ar fi putut susține greutatea unui om în zbor.

### Oameni și tehnologie

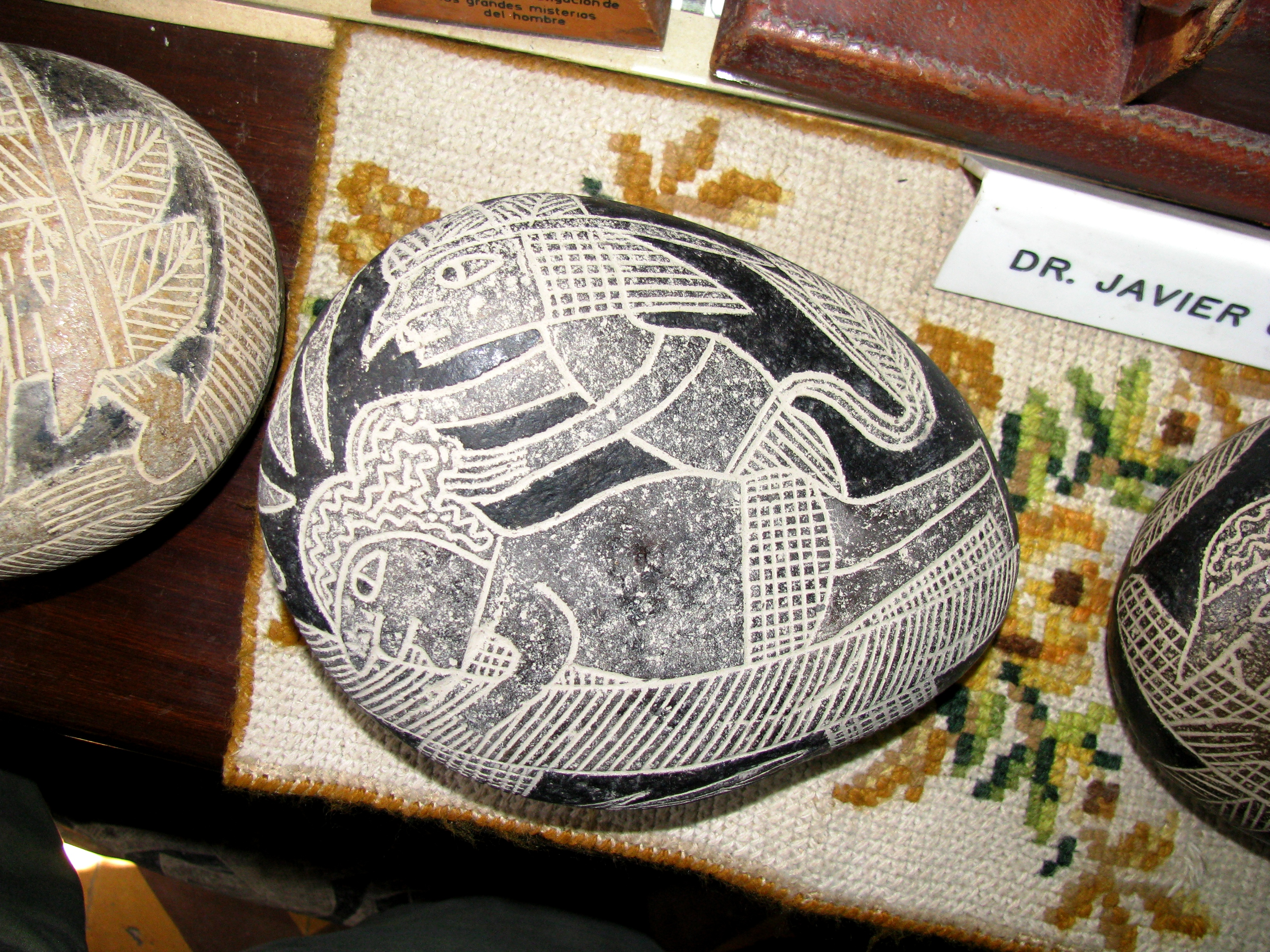
Gravură pe o piatră a unei scene asemănătoare unei operații pe creier

Oamenii înfățișați pe pietre, care, în opinia lui Cabrera, ar fi aparținut unei culturi antice peruane necunoscute, amintesc de incași sau azteci. S-a sugerat că unele gravuri ar ilustra resurse tehnologice anacronice și foarte avansate, inclusiv doctori evectuând intervenții chirurgicale complexe, acupunctură, inginerie genetică, oameni care observă cerul prin telescoape, mașini zburătoare  și nave spațiale. Printre operațiile aparent reprezentate se numără operațiile pe cord și pe creier, operații cezariane, transplanturi de inimă, ficat și rinichi.
Majoritatea figurilor umane sunt stilizate, cu capete mari și nasuri lungi, diferențiindu-se de toate culturile antice bine-cunoscute din zonă. Ele poartă fâșii de pânză în jurul șoldurilor și coroane din pene, iar, în scenele de război- sunt înnarmați cu topoare, și sulițe în ciuda tehnologiei avansate pe care par să o posede. Cei care cred că pietrele sunt autentice apără contradicția dintre îmbrăcăminte și unelte și tehnologia avansată, argumentând că toate culturile ar putea să nu progreseze pe aceeași cale tehnologică sau că scenele ar ilustra ritualuri sau activități sportive.
Este improbabil ca o societate la fel de avansată precum cea reprezentată pe pietre să nu fi lăsat în urmă și alte dovezi ale existenței lor. Alte descoperiri ar fi de așteptat, de exemplu ruine de structuri avansate, gunoi, precum și morminte și oase, dintre care niciuna nu a fost găsită.

### Alte imagini
Pe unele pietre sunt redate hărți topografice sau stelare. Există pietre care redau acte de bestialitate, dintre care unele au fost denumite „pornografice”. Altele înățișează flori, pești sau diferite tipuri de animale existente în prezent; în unele cazuri, însă, speciile ilustrate nu își au locul în Peru, cum ar fi reprezentările de canguri.

## Impact și investigație

### Interpretare

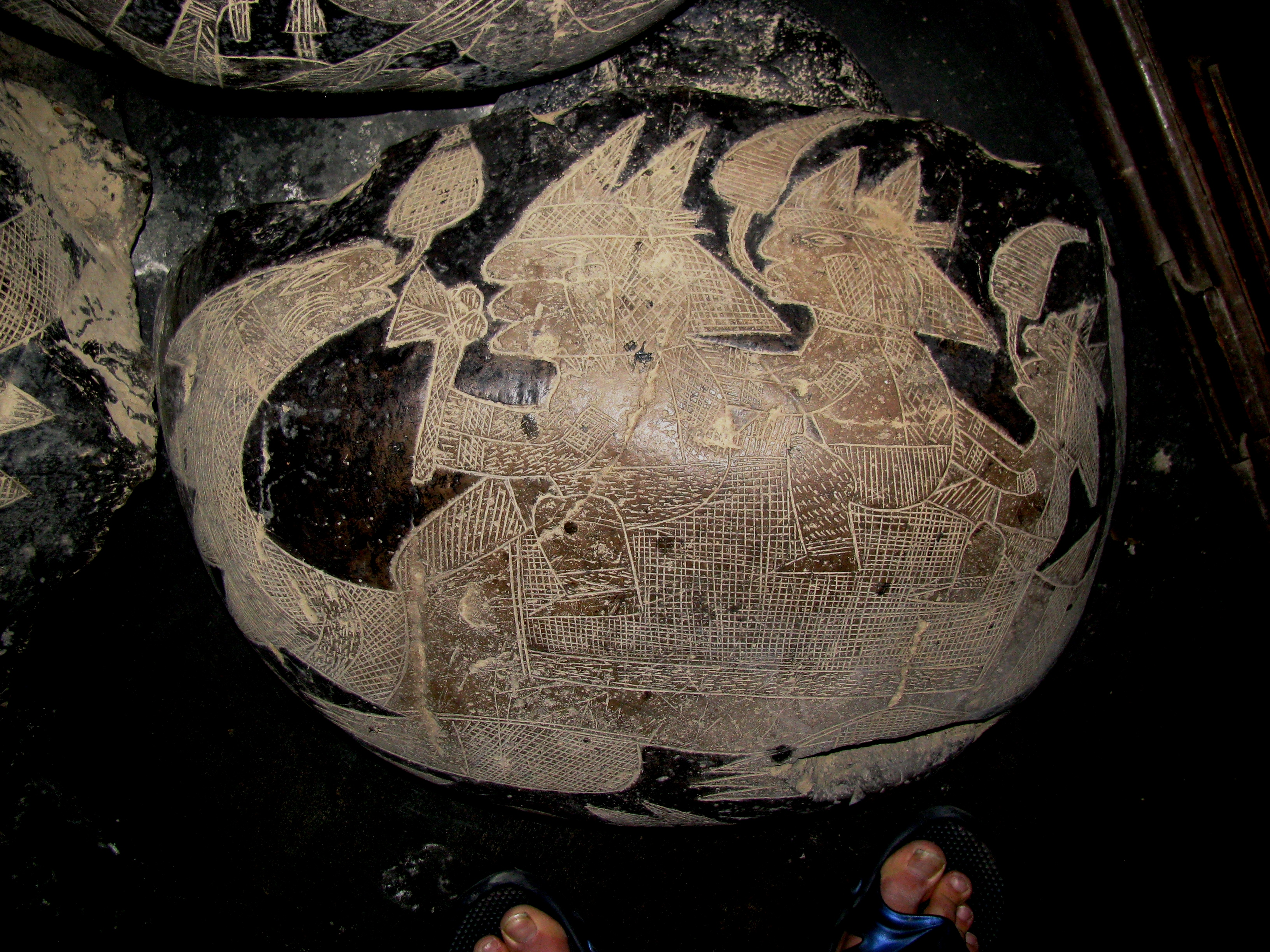
Piatra care pare să reprezinte oameni călărind pe un dinozaur

Pietrele din Ica sunt, în general, considerate falsuri de către istorici și arheologi, niște farse create cu scopul de a câștiga bani de la turiștii interesați de achiziționarea de artefacte. Vânzarea unor astfel de obiecte este o afacere profitabilă; chiar și replici ale pietrelor din Ica se vând la prețuri mari online. În lucrarea sa Encyclopedia of Dubious Archaeology, arheologul Ken Feder a comentat că pietrele din Ica au fost „una dintre cele mai transparente și mai absurde farse arheologice comise vreodată” și că „nu sunt cele mai sofisticate dintre farsele arheologice discutate în această carte, dar ele cu siguranță se clasează în topul listei pentru titlul de cea mai absurdă.” Înțelegerea științifică actuală separă dinozaurii non-aviari (alții decât păsările) de oameni cu 66 de milioane de ani și, prin urmare, este considerat foarte puțin probabil ca oamenii și dinozaurii să fi putut coexista în modul descris pe pietrele din Ica. Nicio fosilă de dinozaur non-aviar nu a fost datată într-o epocă contemporană cu oamenii.
Pietrele din Ica au intrat în atenția publicului la nivel internațional datorită lui Cabrera, devenind subiectul pentru articole în reviste și ziare din întreaga lume. Unele comunități pseudoștiințifice au acceptat cu entuziasm pietrele ca dovezi în sprijinul a diferite idei. Considerate a fi „Out-of-place artifacts ”, pietrele au devenit elemente de bază ale literaturii pseudoarheologice. Popularizarea pietrelor l-a făcut pe Cabrera celebru în cercurile pseudoștiințifice, afectându-i însă credibilitatea profesională și viața de familie, aducându-i, de asemenea, ridicolul în presă și disprețul oamenilor de știință.
Pietrele au intrat în atenția susținătorilor ipotezei astronauților antici (ideea vizitatorilor extratereștri pe Pământ în trecutul antic), cum ar fi Erich von Däniken și Robert Charroux. Mai multe cărți publicate în anii 1970, au afirmat că acestea reprezintă dovezi ale existenței unei civilizații avansate înainte de dispariția dinozaurilor. Pietrele au fost, de asemenea, folosite de către creaționiștii Young Earth pentru a susține teoria conform căreia dinozaurii și oamenii ar fi coexistat în vremuri relativ recente, potrivindu-se cu ideea lor despre un Pământ vechi de doar câteva mii de ani. Replici ale pietrelor din Ica sunt uneori expuse în cadrul expozițiilor internaționale care promovează teoriile creaționiste. ”Mito-istoricii„,care cred că unele mituri antice ar trebui înțelese ca relatări istorice precise și literale, declară, de asemenea, că pietrele din Ica constituie probe în favoarea propriilor idei. Unii susținători anteriori ai autenticității pietrelor, inclusiv von Däniken, au ajuns de atunci la concluzia că pietrele sunt, cel mai probabil, false.

### Analiză

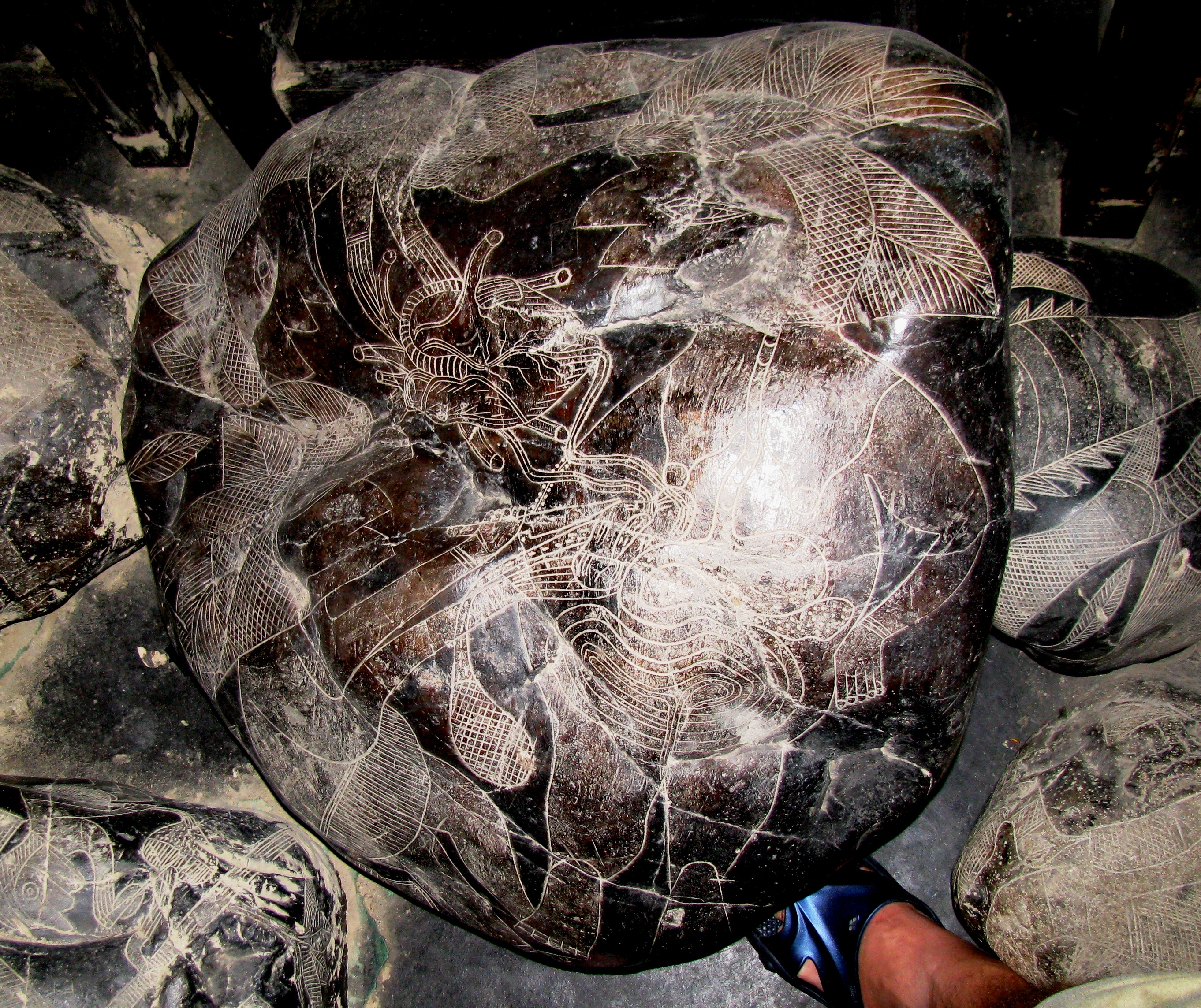
Piatră pe care se presupune că ar fi reprezentat un transplant de cord

Nu au fost făcute publice date rezultate ca urmare a vreo unei cercetări științifice oficială asupre pietrelor din Ica. De asemenea, deoarece pietrele nu conțin material organic, nu pot fi supuse datării cu radiocarbon, ceea ce înseamnă că orice ipoteză cu privire la originea lor antică nu poate fi testată folosind tehnologia existentă în prezent. Dacă vreo piatră ar fi fost prezentată pentru analiză științifică in situ (la locul său original de descoperire în pământ), ea ar fi putut fi datată cu ajutorul materialul înconjurător. Nici una, însă, nu a fost descoperită sau prezentată vreodată într-un context arheologic cert și examinabil.
Cabrera a susținut că încurajează analiza științifică a pietrelor, afirmând că a trimis specimene individuale cercetătorilor de la universitățile din Bonn și Lima. Atât un cercetător de la Bonn, cât și inginerul minier Eric Wolf, un prieten personal al lui Cabrera, ar fi confirmat că pietrele sunt făcute din andezit și că par să aibă o vârstă semnificativă, dată fiind patina lor oxidată. Cu toate acestea, nici un rezultat al vreo unei analize nu a fost făcut public și nu a fost prezentată nicio dovadă că aceste teste ar fi avut loc. Chiar dacă aceste evaluări neverificate ale vârstei semnificative a pietrelor ar fi adevărate, ele nu ar putea confirma vârsta gravurilor, deoarece nu există patină în caneluri. Lipsa unei patine care să acopere gravurile ascuțite sugerează, în schimb, că acestea sunt recente.
În 1977, o echipă a BBC a vizitat Ica în timpul filmărilor episodului Horizon „The Case of the Ancient Astronauts”. Cabrera a oferit echipei o piatră mică din colecția sa, care a fost analizată ulterior la Londra. S-a descoperit că piatra însăși ar fi probabil mezozoică. Pe de altă parte, gravurile au fost stabilite a fi recente, date fiind marginile curate ale inciziilor; dacă acestea ar fi fost cu adevărat vechi, eroziunea nu le-ar fi permis să rămână în această stare. Gravura a fost astfel stabilită a fi fost efectuată după procesul de oxidare. În 1993 și 1994, unele pietre din Ica au fost examinate în Barcelona, unde au fost găsite dovezi că gravurile au fost realizate recent cu unelte precum ferăstraie, acizi și șmirghel.

### Falsuri

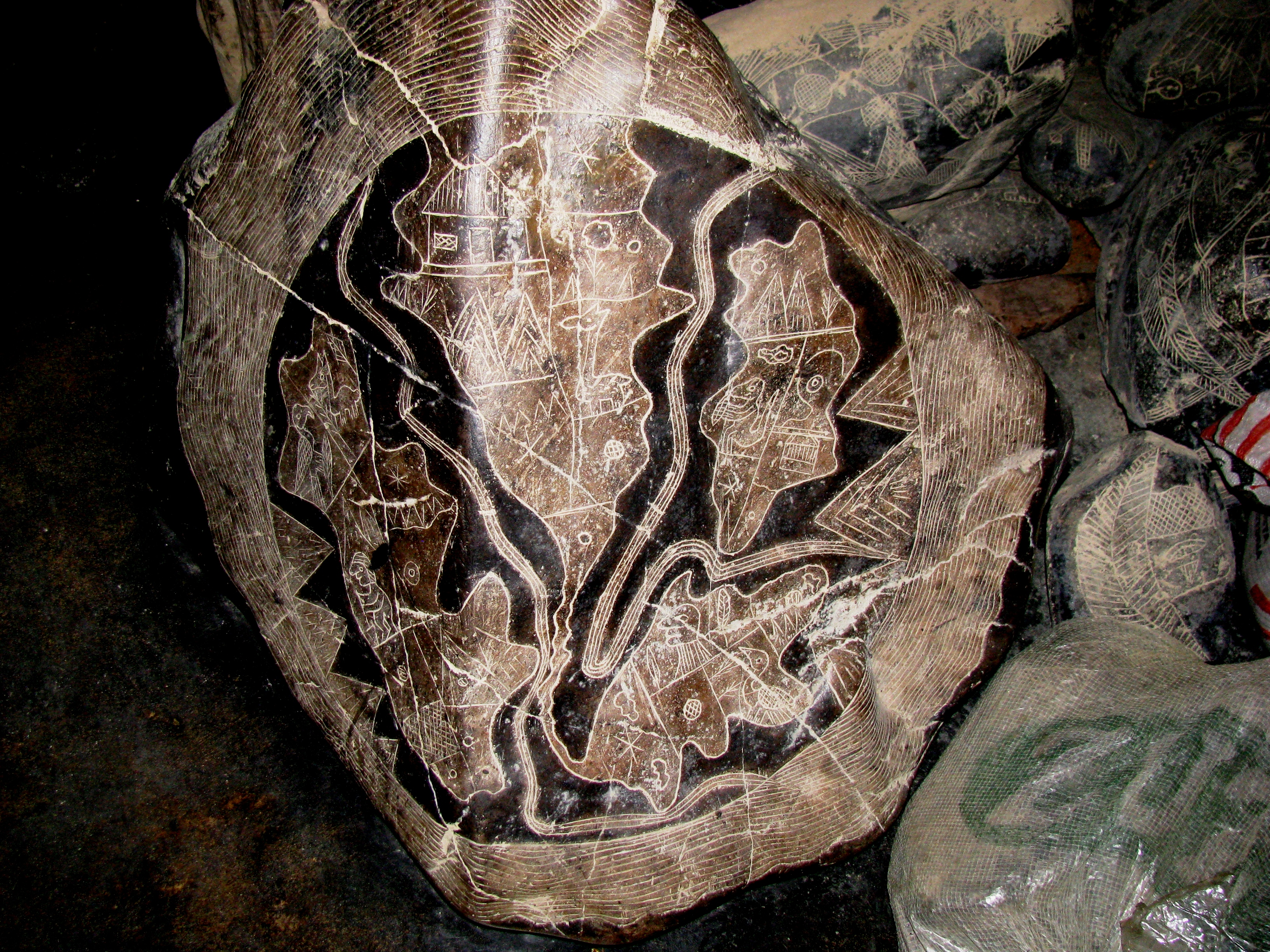
Piatra care pare să înfățișeze o hartă

După ce un documentar realizat de BBC a pus la îndoială veridicitatea pietrelor, ele au început să atragă atenția autorităților și presei peruane. Vânzarea patrimoniului cultural peruan este ilegală, fapt ce a transformat autenticitatea pietrelor într-o problemă de ordin legal. După ce a fost arestat și interogat, Uschuya a recunoscut că el și soția sa, Irma Gutierrez, au gravat pietrele pe care i le-au vândut, apoi, lui Cabrera pentru a câștiga bani de pe urma turiștilor și pentru a inspira pseudoistorici precum von Däniken. Inspirația pentru diferitele gravuri ar fi fost cărțile de benzi desenate, manualele, și revistele. După ce a fost lăsat să plece, Uschuya a continuat să creeze și să vândă pietre similare, fără a mai pretinde, însă, că acestea ar fi autentice.
Uschuya, se pare, a copt pietrele în excremente de măgar și vacă și le-a frecat cu cremă pentru pantofi. Gravurile au fost realizate folosind burghiul, cuțitele și daltele unui dentist. Cu altă ocazie, Uschuya a susținut că, după ce gravura a fost gata, a lăsat pietrele în țarcul păsărilor și „găinile au făcut restul”. Se presupune că ar fi realizat pietre gravate pentru a i le vinde lui Cabrera timp de zece ani. Procesul de fabricare a pietrelor a fost documentat de mai multe echipe de televiziune și se pare că poate dura doar 15 minute.

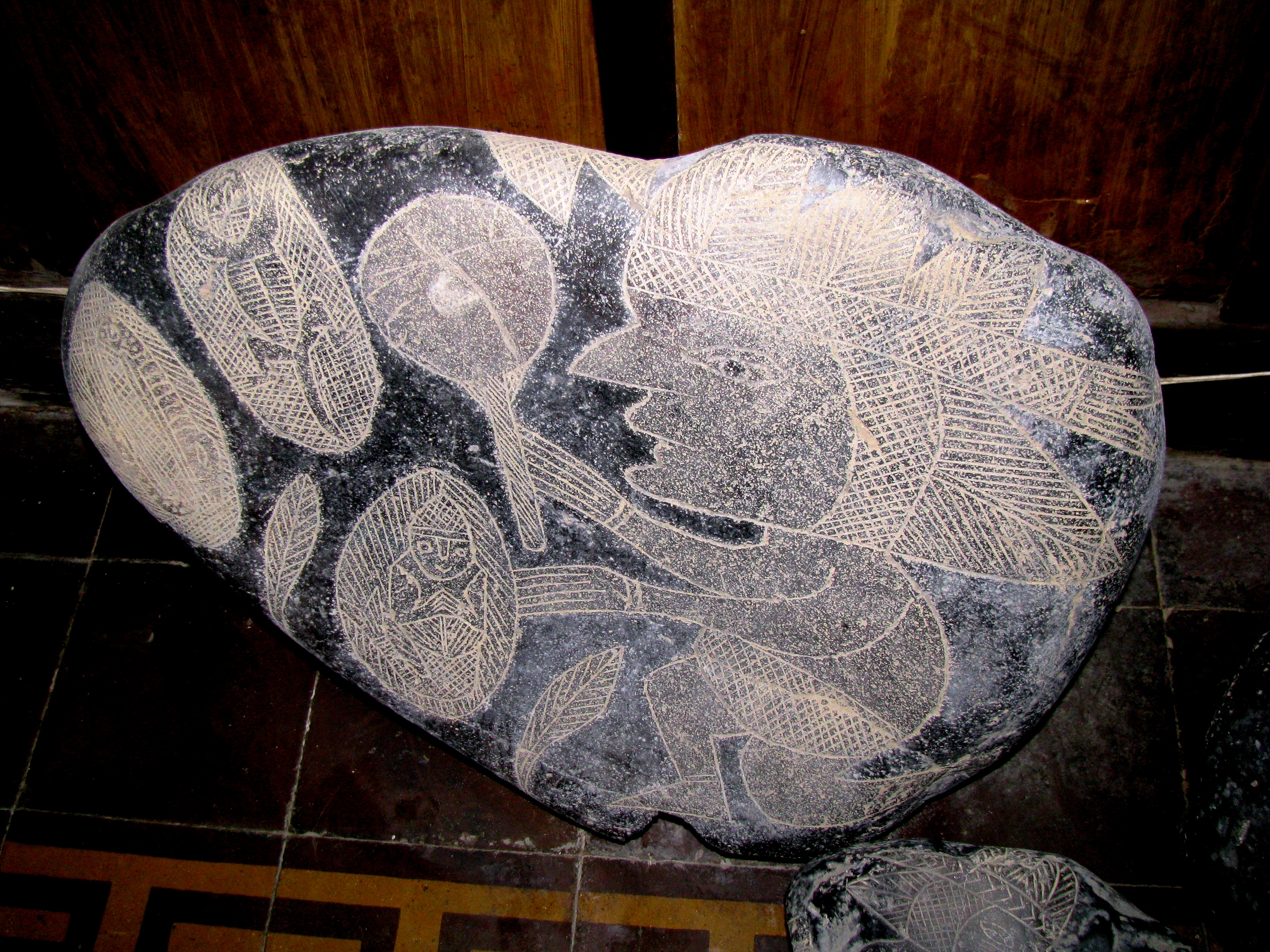
Piatră înfățișând o figură umană angajată într-o activitate neclară

În ciuda mărturisirii lui Uschuya, susținătorii autenticității pietrelor nu au fost convinși că acestea erau falsuri. A fost puse la îndoială atât mărturisirea sa, sugerându-se că a fost făcută pentru a evita închisoarea, cât și ideea că un fermier sărac, fără o educație formală, ar fi putut face zeci de mii de pietre. Uschuya, însă, nu este singura persoană despre care se știe că a realizat astfel de pietre. Pe lângă el și Gutierrez, printre producători auto-admiși de pietre gravate se mai numără și Pedro Huamán, Aparicio Aparcana, dar nu numai. În interviurile ulterioare, Uschuya, fie a coroborat faptul că a falsificat pietrele, fie, în mod contradictoriu, a susținut că a declarat acest lucru pentru a evita închisoarea. Într-un interviu din 1995 pentru documentarul NBC The Mysterious Origins of Man, Uschuya, din nou, a admis că a falsificat pietrele, dar a susținut că în colecția lui Cabrera existau „aproximativ 5000 de pietre autentice”, fie artefacte reale, fie făcute de altcineva.
Nu există nicio dovadă că producerea artefactelor false ar fi rezultatul unei înțelegeri dintre Cabrera și Uschuya sau că motivația doctorului a fost alta decât păstrarea în siguranță și atragerea atenției specialiștilor asupra unor vestigii considerate veritabile. În ciuda lipsei dovezilor, numărul scenelor cu subiect presupus medical gravate pe pietre, împreună cu ocupația lui Cabrera i-a determinat pe unii să sugereze că și el ar fi fost implicat în crearea lor. În ciuda mărturisirii lui Uschuya, Cabrera a continuat să susțină că pietrele erau reale. El a explicat că pietrele făcute de Uschuya erau copii sau replici ale unor pietre originale, care urmau să fie vândute, legal, turiștilor. Potrivit lui Cabrera, numărul pietrelor false ar fi fost foarte mic, în jur de 20–40 de exemplare. Cabrera a mai susținut și că ar fi existat adevărate tezaure de pietre într-o locație secretă, păzită de „Uschuya și alții”, inclusiv într-o peșteră secretă de lângă râul Ica. Existența acestei peșteri nu a fost dovedit, iar scepticii sunt de părere că povestea a fost inventată de Cabrera. Von Däniken a susținut în cartea sa Gold of the Gods că la un moment dat a fost dus în peșteră de Cabrera, dar mai târziu a recunoscut că a inventat acest lucru când povestea a fost contestată de Cabrera.
Anumite gravuri reflectă în mod evident mentalități specifice timpului „descoperirii” lor. În perioada epidemiei de SIDA din anii 1980 și 90, pietrele „proaspăt descoperite”, de exemplu, păreau să avertizeze despre promiscuitatea homosexuală ca factor de risc pentru slăbirea sistemului imunitar.

### Posibile pietre autentice
Este posibil ca unele dintre pietrele din Ica să fie artefacte autentice, o noțiune susținută, de exemplu, de primele înregistrări spaniole despre artefacte similare. Numărul mare de pietre a fost folosit ca argument atât pentru, cât și împotriva ideii că unele sunt autentice. De exemplu, numărul mare de pietre poate indica faptul că acestea au fost produse în masă pentru a fi vândute turiștilor. „Artiștii din Ica” moderni ar fi urmat pașii lui Uschuya și Gutiérrez în producerea de noi pietre, unele pe baza designului lor.
Nu au fost făcute studii care să încerce să distingă posibilele pietre autentice din colecții. În cazul în care unele gravuri mai neobișnuite s-ar dovedi a fi autentice, ele ar putea reprezenta, în mod plauzibil, scene mai puțin anacronice decât ceea ce s-a susținut; toate imaginile sunt foarte stilizate și, în multe cazuri, nu se poate spune cu exactitate ce anume este redat. De exemplu, este posibil ca scenele despre care se credea că ar reprezenta intervenții chirurgicale avansate să se dovedească a fi acte de mutilare, sau ca unele presupuse mașini zburătoare să fie, de fapt, păsări.
Este posibil ca pietrele donate Muzeului Regional din Ica de către Calvo să fie autentice. Se pare că, spre deosebire de cele din colecția lui Cabrera, pietrele lui Calvo au tăieturi mai puțin adânci, prezentând, de asemenea, o manoperă mai fină. În plus, pe ele nu apar imagini ale unor animale dispărute, figuri umane neconvenționale sau tehnologie avansată. Motivele pietrelor lui Calvo sunt tipice operelor de artă precolumbiene, de exemplu, flori și păsări. Dacă pietrele lui Calvo s-ar dovedi a fi autentice, acest lucru nu ar putea garanta autenticitatea pietrelor gravate cu imagini ieșite din comun din colecția lui Cabrera.
Pentru a-și apăra afirmația conform căreia artefactele ar fi fost create de o civilizație avansată, Cabrera susținut că andezitul este o piatră tare, greu de sculptat, în special folosind unelte de piatră. Pietrele nu sunt, însă, sculptate, ci gravate; gravurile au fost realizate prin zgârierea stratului superficial al pietrelor, care a fost supus procesului de oxidare. Mai mult, multe culturi precolumbiene, inclusiv cea aztecă, incașă și mayașă, aveau o metalurgie avansată și nu s-au limitat la unelte de piatră.